# Camposancos (La Guardia)
Camposancos es una parroquia del municipio pontevedrés de La Guardia, en España. Camposancos, cuyo nombre viene del latín "Campos-ancos" y significa campos en codo, está rodeado por el estuario del Río Miño y el océano Atlántico. Tiene como característica tener el título de Entidad local menor desde 1870, siendo la más antigua de Galicia. Este título permite a Camposancos tener su propio teniente de alcalde y un edificio oficial.
Para llevar a cabo cualquier actuación en Camposancos, el ayuntamiento de La Guardia debe por ley informar a la Entidad Local y, aunque esta no podría cancelarla, la mitad de los impuestos que recauda la localidad en el área de Camposancos pasa, o al menos así debería ser, a la Entidad Local. 
Desde 2019, en Camposancos gobierna el BNG, bajo la presidencia de Mercedes Martínez. Consta de una superficie de 412 hectáreas. Su número de habitantes es de 1079 personas en el año 2019 (521 hombres y 558 mujeres).

Camposancos es conocido por el colegio de los jesuitas en el que se introdujo, por primera vez en España, la universidad privada hace más de 300 años. La universidad tan solo estuvo activa durante cinco años. 

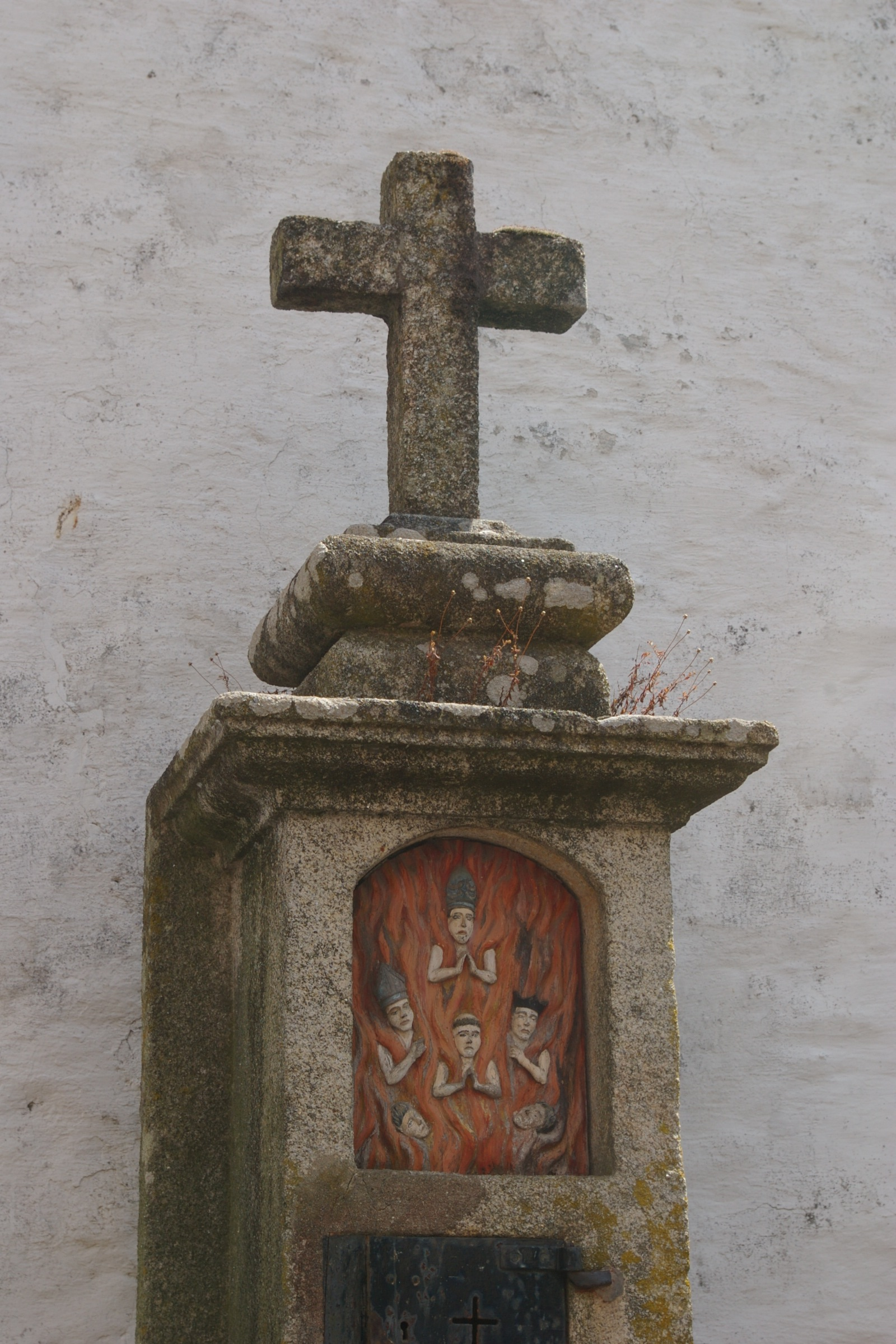
Peto das Ánimas del Cruceiro Pinto en Salcidos.

Se sabe que en dicho lugar había un monasterio templario, del que no queda nada, por unas columnas aparecidas en unas reformas. Antes de 1870, Salcidos pertenecía a Camposancos y este al monasterio de Oia.
El gentilicio de los naturales de la parroquia es camposino, camposina.
El tramo de la carretera PO-552 a su paso por el término municipal de Vigo recibe el nombre de carretera de Camposancos, aunque en la actualidad, dicha carretera termina en Tuy y no en esta parroquia de La Guardia.

## Historia
Las primeros indicios de población humana datan de hace 10 000 años aproximadamente. En el año 1896, durante la construcción de una carretera en el término de Camposancos, se descubrieron conchas, carbones, fragmentos de cerámicas y restos de huesos; el hallazgo sería el preludio del descubrimiento de la estación prehistórica de Sáa.
En 1927, nuevos hallazgos correspondientes a la cultura castreña confirmarían que los instrumentos líticos encontrados en el término municipal de La Guardia, incluidos los de Camposancos, eran propios de la cultura asturiense.
Durante el primer milenio a.c. se desarrolló la cultura castreña propia de Edad de Hierro. El estilo de vida de esta población iría desapareciendo con la romanización de galicia, hacia el siglo I  De la época romana encontramos restos en el mismo centro de la población, en el lugar de Saa, en O Castro y en Pintán. Después del siglo V llegó la conquista de los suevos que prolongarían el bienestar romano.
Durante la Alta Edad Media aparecerían en la región las primeras comunidades cristianas, quedando la zona de La Guardia y Camposancos bajo la dirección religiosa del obispo de Tuy.
En 1845, el ahora municipio de O Rosal se separa de La Guardia, conformada en tres parroquias (Santa María de La Guardia, San Lorenzo de Salcidos y La Visitación de Camposancos). En la segunda mitad de este siglo se instala en el lugar de A Pasaxe un importante colegio jesuita. En abril de 1925 se produce el reconocimiento legal como Entidad local menor.
Durante la guerra civil española y parte de la posguerra, la antigua universidad fue cárcel y alojó el campo de concentración de Camposancos. Después de la llegada de tropas nacionalistas a la villa de La Guardia, el colegio fue requisado y se utilizó para encarcelar a varias docenas de republicanos guardeses y del Bajo Miño. Posteriormente, fue incautado por la Inspección de Campos de Concentración en julio de 1937, instalándose la Prisión Habilitada de Camposancos o Campo de concentración de Camposancos, conocido como «la puerta del infierno» por sus terribles condiciones y los consejos de guerra sumarísimos que se celebraron allí. Su capacidad era de 868 hombres, aunque llegaron a estar internados entre 2000 y 5000 prisioneros políticos y combatientes del Ejército Republicano. El campo desapareció oficialmente como tal en noviembre de 1939, en que pasó a depender de la Dirección General de Prisiones, siendo definitivamente clausurado el complejo carcelario en 1941.

## Playas
Por su ubicación geográfica Camposancos dispone de playas marinas y fluviales, las primeras abiertas al Océano Atlántico y las segundas en el recorrido final del Río Miño. Entre las playas de la localidad destacan:
- La playa Codesal (Fluvial).
- Playa A Lamiña (Fluvial).[15]
- Playa O Muiño.